# Piacenza Calcio 1919
 Piacenza Calcio 1919, thường được gọi là Piacenza, là một câu lạc bộ bóng đá Ý có trụ sở tại Piacenza, Emilia-Romagna.
Được thành lập lại vào năm 2012, Piacenza Calcio 1919 đã mua bản quyền sử dụng thương hiệu của câu lạc bộ ban đầu Piacenza Calcio (còn được gọi là Piacenza FC) từ Salva Piace.

## Lịch sử

### Thành lập Piacenza FC
Câu lạc bộ bóng đá Piacenza được thành lập vào năm 1919 với chủ tịch câu lạc bộ đầu tiên là Giovanni Dosi. Dosi là một người quản lý đầy tham vọng, nắm quyền kiểm soát mọi khía cạnh xã hội, kỹ thuật và hành chính của câu lạc bộ, với trọng tâm duy nhất là đưa câu lạc bộ vào giải vô địch quốc gia theo FIGC.
Sau khi trải qua phần lớn thời gian đầu của câu lạc bộ tại các giải đấu trong khu vực, họ đã tham gia Serie C cho mùa giải 1935-36, tiến gần đến việc thăng hạng vào Serie B trong năm 1938 nhưng đã thua Fanfulla.

#### Từ Serie B đến Serie D
Sau Thế chiến II, lần đầu tiên Piacenza thi đấu ở Serie B, thi đấu ở đó trong hai mùa trước khi rơi trở lại Serie C vào năm 1948.
Câu lạc bộ đã bị trừng phạt vì gian lận thể thao vào năm 1956 và bị xuống hạng ở Serie D. Điều này đã chứng tỏ là một cú đánh khá nặng nề cho câu lạc bộ khi họ tiếp tục yo-yo giữa Serie C và D cho đến năm 1964. Piacenza cuối cùng đã trở lại Serie B vào năm 1969, dưới thời HLV Tino Molina và chủ tịch Vincenzo Romagnoli. 

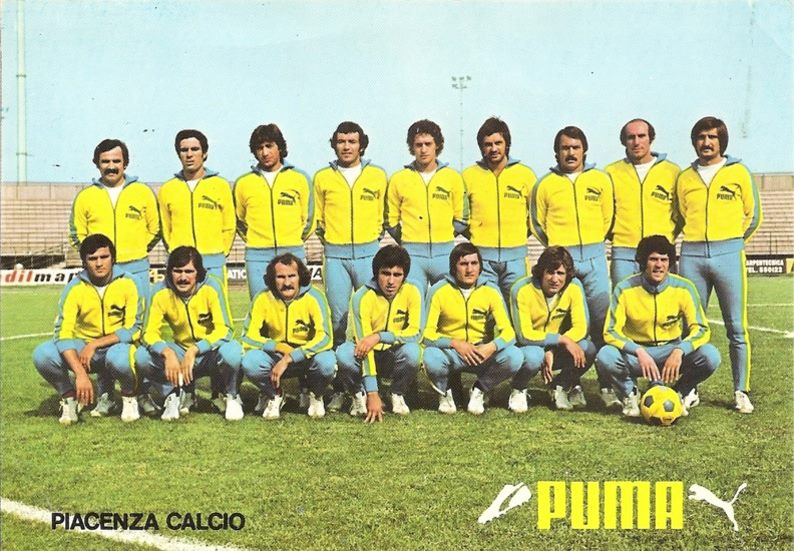
1975-76 Piacenza

Lịch sử của Piacenza cho đến thời gian gần đây hầu như khá tầm thường, với những mùa giải ngắn gọn ở Serie B vào những năm 1940 và những lần tiếp theo vào năm 1969-70, 1975-76 và 1987-88 đến 1988-89.

#### Giữa Serie A và Serie B
Sự thăng hạng vào năm 1991 đã chứng kiến sự gia tăng sức mạnh của đội bóng dưới thời HLV Gigi Cagni khi câu lạc bộ được thăng hạng Serie A lần đầu tiên vào năm 1993, nhưng ngay lập tức bị xuống hạng ở mùa giải tới, bất chấp sự hiện diện của các cầu thủ như tiền vệ Daniele Moretti, cầu thủ chạy cánh Francesco Turrini và chuyển tiếp Giampietro Piovani. Trong phần lớn mùa giải, Piacenza đã chiến đấu ở giữa bảng và thậm chí chỉ kém một vài điểm so với vị trí tham dự châu Âu, nhưng đã xuống hạng vào ngày cuối cùng của mùa giải. Câu lạc bộ đã khôn ngoan chọn giữ lại Cagni và hầu hết đội hình của ông ấy, và họ đã thăng hạng khi trở thành nhà vô địch Serie B năm 1995.
Năm năm sau đó, câu lạc bộ đã giành thêm nhiều cổ động viên với đội hình toàn Ý và các trận chiến chống xuống hạng thành công. Vào năm 1997, câu lạc bộ đã mua được hậu vệ - người đàn ông khó tính huyền thoại Pietro Vierchowod. Mặc dù có nhiều năm tiến bộ, Vierchowod đã chứng tỏ một sự thi đấu xuất sắc, hơn cả việc tự mình phòng thủ và thậm chí ghi những bàn thắng quyết định trong cuộc chiến trụ hạng. Sự xuống hạng năm 2000 được theo sau bởi sự trở lại ngay lập tức tại Serie A trong hai năm với phong độ xuất sắc được thể hiện bởi những cầu thủ như tiền vệ Enzo Maresca.
Câu lạc bộ đã ở lại Serie B mà không có cơ hội thăng hạng.
Tuy nhiên, sau một mùa giải 2010-11 Serie B kém cỏi, Piacenza đã tham gia trong một trận đấu xuống hạng với Albinoleffe mà họ đã thua do vị trí cao hơn của Albinoleffe.

#### 2012: Phá sản cuối cùng sau khi xuống hạng
Vào ngày 22 tháng 3 năm 2012, Piacenza Calcio gặp khó khăn về tài chính đã bị tòa án Piacenza tuyên bố phá sản. Trong mùa giải này, nó được xếp hạng 15 và xuống hạng từ Lega Pro Prima Divisione sang Lega Pro Seconda Divisione sau trận play-out. Vào ngày 19 tháng 6 năm 2012, câu lạc bộ cuối cùng đã bị tuyên bố phá sản và đội bị giải tán.

### Sự hồi sinh: từ Lupa Piacenza đến Piacenza Calcio 1919
Sau khi Câu lạc bộ bóng đá Piacenza phá sản, câu lạc bộ nghiệp dư khu vực ACD LibertaSpes, gần đây đã được thăng hạng trong mùa 2011 201112 thành Eccellenza Emilia trinh Romagna sau khi giành được Promozione Emilia -Romagna Nhóm A, sau khi được đổi tên thành Lupa Piacenza  bốn năm từ một hiệp hội "Salva Piace", để tiếp tục lịch sử bóng đá của Câu lạc bộ bóng đá Piacenza (còn gọi là Piacenza Calcio). LibertaSpes, trước đây gọi là ACD Pontolliese Libertas 1907 cho đến năm 2010, là một sự hợp nhất của US Pontolliese, có trụ sở tại Ponte dell'Olio và AC Libertas, có trụ sở tại Piacenza. Tuy nhiên, vào năm 2010, GSD BettolaSpes đã được đổi tên thành ASD BettolaPonte, trong khi "Pontolliese Libertas" được đổi tên thành LibertaSpes  như là một phần của việc sáp nhập Pontolliese, mà Pontolliese "sáp nhập" với Bollola. BettolaPonte là một trong những đội tiền nhiệm của đối thủ lớn của thành phố AS Pro Piacenza 1919.
Vào giữa năm 2013 Lupa Piacenza được đổi tên thành Piacenza Calcio 1919. Đồng thời, LibertaSpes cũng được thành lập lại, nhưng dưới tên Associazione Calcistica Dilettantistica LibertaSpes, không sử dụng Associazione Calcio Dilettantistica thông thường trong tên.
Vào mùa giải 2013-14 Serie D, Piacenza Calcio được xếp vào bảng B cùng với đối thủ thành phố Pro Piacenza 1919 (trước đây là Atletico BP Pro Piacenza). Trong mùa giải Serie D 2015-16, câu lạc bộ đã thăng hạng lên Lega Pro bằng cách giành danh hiệu bảng B với 96 điểm và 30 chiến thắng trong suốt mùa giải, đánh bại đội xếp thứ hai là Lecco với 16 điểm.

## sân vận động
Piacenza Calcio 1919 và Piacenza Calcio chơi các trận đấu trên sân nhà của họ với sức chứa 21.668, Stadio Leonardo Garilli, nằm ở thành phố Piacenza.
Đội trẻ của câu lạc bộ có trụ sở tại Trung tâm thể thao Steel Acciai - Trung tâm thể thao "F. Gaudino" trên "thông qua Enrico Millo", Piacenza. Cơ sở được đặt theo tên của cựu chủ tịch của [cũ] LibertaSpes (trước đây là Pontolliese Libertas), Fabio Gaudino, là LibertaSpes, một trong những người tiền nhiệm của câu lạc bộ hiện tại Piacenza Calcio 1919, cũng đã sử dụng sân này.
LibertaSpes được thành lập lại vào năm 2013 có trụ sở tại gần đó "G. Calamari", cũng được Pontolliese Libertas sử dụng trong quá khứ.

## Danh dự
Cúp Anh-Ý
- Người chiến thắng: 1986

Serie B
- Vô địch: 1994/95
- Á quân: 2000/01
- Thăng hạng: 1992/93

Serie C
- Vô địch: 1986/87, 1990/91
- Á quân: 1936/37, 1937/38 (*)

Serie D
- Vô địch: 1963-64, 2015/16

Sư đoàn thứ hai
- Thăng hạng: 1927-28
- Á quân nhóm: 1922/23, 1924/25

Giải vô địch Emilian:
- Vô địch: 1919/20

(*) Hoàn thành vị trí đầu tiên bằng nhau nhưng thua trận play-off trước AC Fanfulla 1874